# 哈耳庇厄

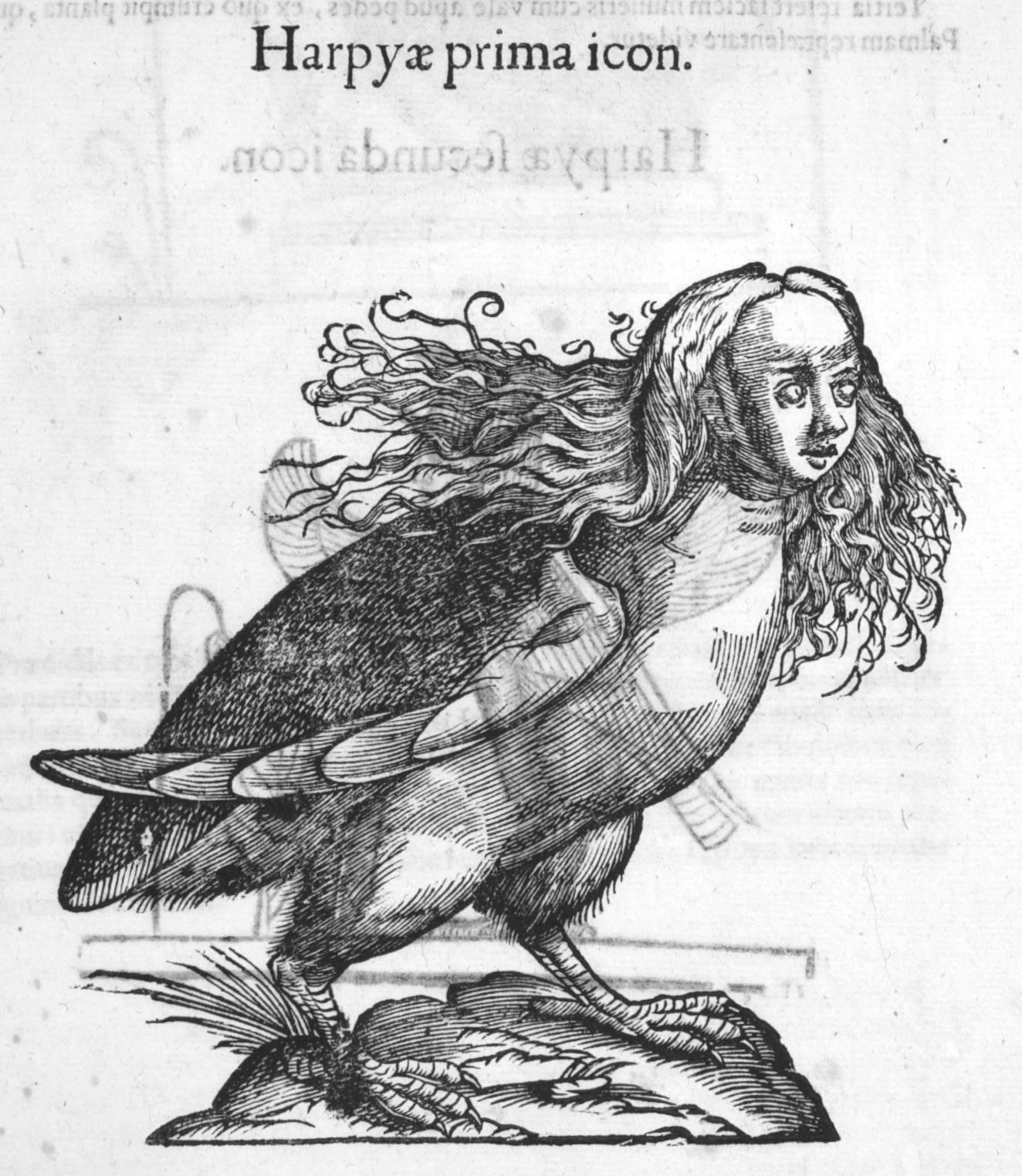
乌利塞·阿尔德罗万迪所著《怪事奇谭》一书中哈耳庇厄的插图

哈耳庇厄或鷹身女妖（字面意思为“强盗，贼”；派生自希腊语单词，意为“抢夺”），希腊神话中的一种怪物。

## 谱系
通常认为，哈耳庇厄是海神陶玛斯和大洋神女厄勒克特拉所生（因此是彩虹女神伊里斯的姐妹）；也有说法认为它们是堤丰与厄客德娜所生。哈耳庇厄的数量不确定，在1至5个之间。荷马只提到过一个波达耳革（Ποδάργη，意为“捷足者”），它为阿喀琉斯生了两匹神马当坐骑。而赫西俄德在《神谱》中则说哈耳庇厄有两个：埃罗（又名尼科托厄）和俄库珀忒，没有波达耳革。另一些神话提到了第四个哈耳庇厄：刻莱诺（一说刻莱诺即波达耳革）。它们的名字各有含义，埃罗（Άελλα）意为“疾风”，俄库珀忒（Ωκυπέτη）意为“飞快的翅膀”，刻莱诺（Κελαινό）意为“黑暗”。这些名字表明哈耳庇厄的性质与风有关；它们的配偶（仄费洛斯）也是风神。此外，还有神话提到过第五个哈耳庇厄：阿厄洛珀（Αερόπη）。

## 简介

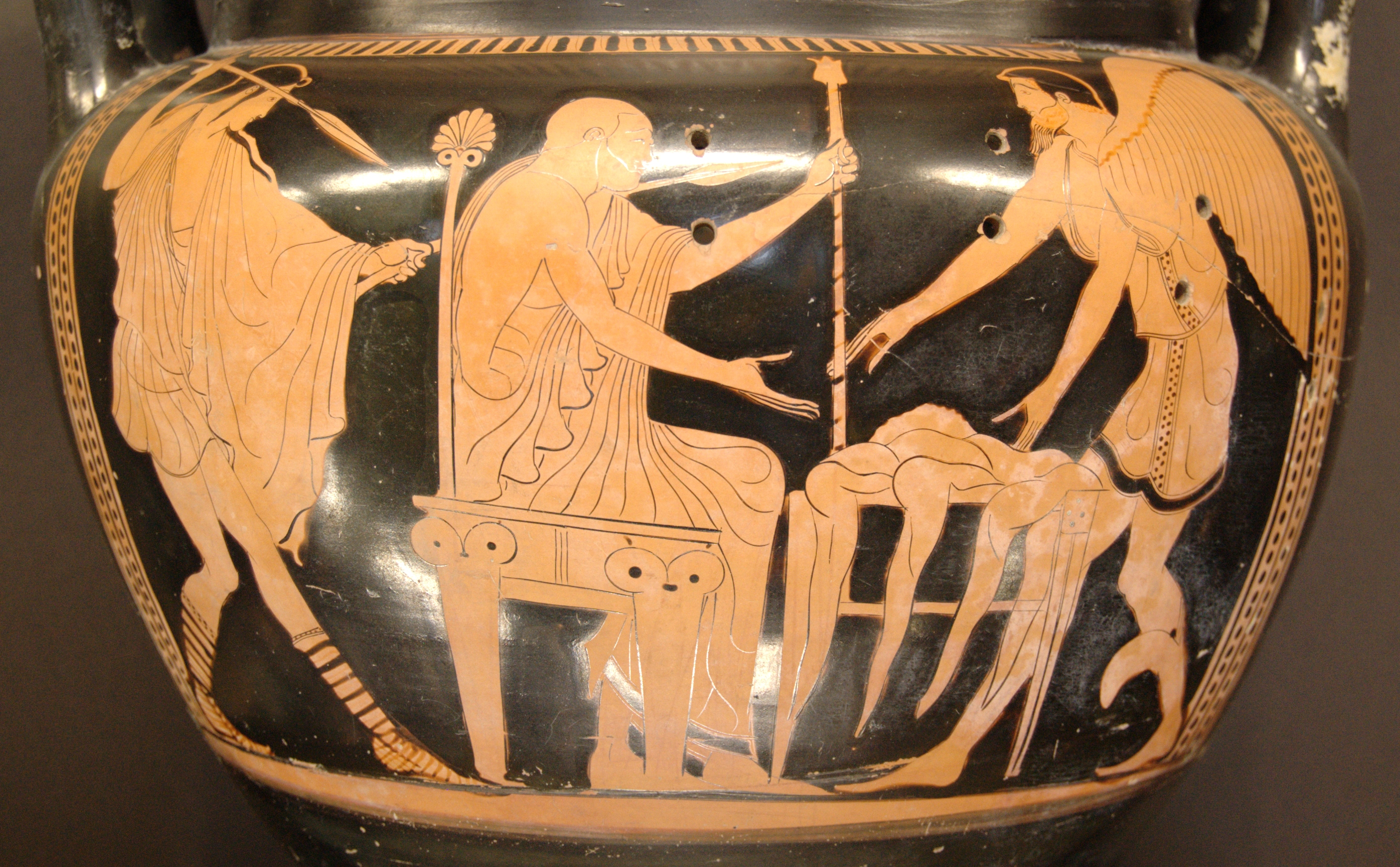
瓶画：玻瑞阿代兄弟（有翼者）解救菲纽斯

赫西俄德所描写的哈耳庇厄并非十分丑恶的生物，《神谱》中称它们为“有可爱头发的”。后来（主要是在菲纽斯故事中）它们的形象则发展为丑陋的怪物：长着女人的头，却有着秃鹫的身体、翅膀和利爪，而且性格残忍、凶恶。
哈耳庇厄不仅丑陋而且污秽。关于它们的神话中最著名的就是菲纽斯神话。色雷斯国王菲纽斯拥有预言的能力，结果因泄露天机太多而激怒了宙斯。众神诅咒他，使他在一座荒岛上遭受永久的饥饿，眼前有丰富的食物却吃不到。每当菲纽斯想吃东西时，哈耳庇厄就飞过来抢夺他的食物，再往剩下的食物上排放粪便，最后逃之夭夭。哈耳庇厄速度奇快，来得突然，一眨眼又飞得无影无踪。后来伊阿宋率领阿耳戈船英雄寻找金羊毛时路过此岛，其中的玻瑞阿代兄弟帮助菲纽斯把哈耳庇厄赶走，才解救了这个不幸的人。
玻瑞阿代兄弟（厄忒斯和卡拉伊斯）是北风神玻瑞阿斯的一对孪生子，也是菲纽斯的妻兄，他们长有翅膀可以飞翔。关于玻瑞阿代兄弟如何驱赶哈耳庇厄，有几种不同说法。一种说法说神谕显示哈耳庇厄只有被玻瑞阿代兄弟抓住才会死，而如果玻瑞阿代兄弟抓不住哈耳庇厄，他们自己就会死。厄忒斯和卡拉伊斯遂穷追哈耳庇厄，但未能抓住，结果在返回途中死去。更常见的说法是，哈耳庇厄在两兄弟追赶下仓皇逃窜，其中一只落入河中，该河遂得名哈耳庇斯河；另一只则逃到了厄喀那得斯岛（后改名为斯特洛法得斯岛，即今希腊斯特罗法泽斯群岛）。这时彩虹女神伊里斯突然出现在玻瑞阿代兄弟面前，宣布说宙斯不允许杀死哈耳庇厄；而哈耳庇厄为了保命，也许诺不再骚扰菲纽斯，并避居到克里特岛的洞穴里去。为了向英雄们表示感谢，菲纽斯告诉了他们安全通过蓬托斯海入口处的撞岩的方法。
哈耳庇厄也出现在潘达瑞俄斯的神话中。潘达瑞俄斯偷走瑞亚（宙斯之母）派去看护年幼宙斯的金狗，因而遭到众神的严惩。哈耳庇厄受宙斯之命拐走了潘达瑞俄斯的女儿们。另一说，在潘达瑞俄斯被宙斯殛死后，阿佛罗狄忒打算为他的女儿安排婚事，但哈耳庇厄把她们劫到厄里倪厄斯诸女神那里当奴仆。后来便有神话把哈耳庇厄描写为神圣的复仇者；它们拐走儿童，把有罪之人的灵魂带往塔耳塔洛斯，并在路上折磨他们。
在罗马神话中，埃涅阿斯在特洛伊陷落后带领族人逃往意大利时，曾路过哈耳庇厄居住的斯特洛法得斯岛，同样遭到了它们的骚扰。哈耳庇厄不断抢走特洛伊人的食物，其中的刻莱诺更是诅咒说特洛伊人最后会饿得吃掉他们的桌子。特洛伊人恐惧地逃离了斯特洛法得斯岛。但丁在《神曲》地狱篇第十三章中提到了哈耳庇厄恐吓特洛伊人的故事：
    “那些丑恶的哈尔比正是在这里筑巢做窝，

       她们曾把特洛伊人赶出斯特洛法德斯岛，

       因为她们对他们的未来做出不祥的预告。

       她们有宽大的翅膀，有人形的脖颈和面庞，

       她们双脚带钩，硕大的肚皮长满羽毛；

       她们栖息在怪异的树木上发出凄厉的吼叫。”
在但丁笔下，哈耳庇厄的职责是惩罚自杀者的灵魂。
在中世纪的欧洲，哈耳庇厄是骑士纹章上常见的图案，尤其流行于东弗里西亚地区。

## 后代
在希腊神话中，哈耳庇厄曾与风神仄费洛斯结合，并生下两对神马。其中一对是阿喀琉斯所骑的克珊托斯和巴利俄斯（据荷马说，它们都是波达耳革所生），另一对是狄俄斯库里兄弟（双子星座）的坐骑佛罗勒俄斯和哈耳帕革斯。这四匹马全都跑得像风一样快，而克珊托斯更是被赫拉赐予了说话和预言的能力。

## 神话学解释
从哈耳庇厄的名字和相关神话来看，它们可能是奥林波斯教出现以前就有的古老神祇，最可能是掌管旋风的女神。后来它们的地位被奥林波斯神系所排挤，遂逐渐演化为怪物的形态。哈耳庇厄的形象特点接近于代蒙，大概反映了古老的万物有灵思想的残余。海妖塞壬也经历了同样的演化过程：她们最初可能是前奥林波斯教时期的海神，后来被奥林波斯神取代并变成了邪恶的精灵。
在吕基亚（今土耳其境内）的克珊托斯城遗址附近发现了所谓哈耳庇厄墓，上面有鸟身女人头的动物的形象。

## 资料来源
- 《神话辞典》，（苏联）M·H·鲍特文尼克等，统一书号：2017·304
- 《世界神话辞典》，辽宁人民出版社，ISBN 7-205-00960-X
- 《古希腊罗马神话鉴赏辞典》，吉林出版社，ISBN 7-206-04846-3